# Чикаго (саундтрек, 2002)
Chicago: Music from the Miramax Motion Picture — саундтрек фильма-мюзикла 2002 года «Чикаго». Обладатель премии Грэмми 2004 года в категории «Best Compilation Soundtrack Album for a Motion Picture, Television or Other Visual Media».

## Список композиций
| №                   | Название                               | Автор(ы)                                          | Performer                                                                        | Длительность |
| ------------------- | -------------------------------------- | ------------------------------------------------- | -------------------------------------------------------------------------------- | ------------ |
| 1.                  | «Overture/And All that Jazz»           | Джон Кандер и Фрэд Эбб                            | Кэтрин Зета-Джонс                                                                | 6:04         |
| 2.                  | «Funny Honey»                          | Кандер и Эбб                                      | Рене Зеллвегер                                                                   | 3:39         |
| 3.                  | «When You're Good to Mama»             | Кандер и Эбб                                      | Квин Латифа                                                                      | 3:19         |
| 4.                  | «Cell Block Tango»                     | Кандер и Эбб                                      | Зета-Джонс, Сьюзан Миснер, Дениз Файе, Дейдре Гудвин, Екатерина Щелканова и Майя | 7:22         |
| 5.                  | «All I Care About»                     | Кандер и Эбб                                      | Ричард Гир                                                                       | 3:48         |
| 6.                  | «We Both Reached for the Gun»          | Кандер и Эбб                                      | Гир и Кристин Барански                                                           | 3:59         |
| 7.                  | «Roxie»                                | Кандер и Эбб                                      | Зеллвегер                                                                        | 3:22         |
| 8.                  | «I Can't Do It Alone»                  | Кандер и Эбб                                      | Зета-Джонс                                                                       | 3:51         |
| 9.                  | «Mister Cellophane»                    | Кандер и Эбб                                      | Джон Кристофер Райли                                                             | 3:57         |
| 10.                 | «Razzle Dazzle»                        | Кандер и Эбб                                      | Гир                                                                              | 3:47         |
| 11.                 | «Class[a]»                             | Кандер и Эбб                                      | Зета-Джонс и Латифа                                                              | 2:54         |
| 12.                 | «Nowadays»                             | Кандер и Эбб                                      | Зеллвегер                                                                        | 2:14         |
| 13.                 | «Nowadays/Hot Honey Rag»               | Кандер и Эбб                                      | Зеллвегер и Зета-Джонс                                                           | 3:28         |
| 14.                 | «I Move On[b]»                         | Кандер и Эбб                                      | Зеллвегер и Зета-Джонс                                                           | 4:00         |
| 15.                 | «After Midnight»                       | Дэнни Эльфман                                     | instrumental                                                                     | 3:24         |
| 16.                 | «Roxie's Suite»                        | Эльфман                                           | instrumental                                                                     | 3:58         |
| 17.                 | «Cell Block Tango/He Had It Comin'[c]» | Кандер и Эбб                                      | Латифа, Lil' Kim и Мэйси Грэй                                                    | 3:40         |
| 18.                 | «Love Is a Crime[c][d]»                | Greg Lawson, Denise Rich, Damon Sharpe и Ric Wake | Anastacia                                                                        | 3:21         |
| Общая длительность: | Общая длительность:                    | Общая длительность:                               | Общая длительность:                                                              | 69:44        |

- ↑  «Class» был вырезан из финального монтажа. Позже кадры были включены в DVD-релиз и в премьерный показ фильма на NBC в 2005 году
- ↑  «I Move On» была специально написана Кандером и Эббом для фильма.
- ↑  Песни не вошли в фильм, став бонус-треками.
- ↑  На песню был выпущен видеоклип, но она так и не была официально выпущена как CD-сингл для мирового рынка, поскольку его продвижение было бы невозможно из-за недавно обнаруженного рака груди у певицы Анастейша.
- ↑  Песня «Roxie» попала в корейскую драму Come Back Mister!

## Награды
- Альбом выиграл премию Грэмми 2004 года в номинации Grammy Award for Best Compilation Soundtrack Album for a Motion Picture, Television or Other Visual Media и был номинирован в категории Best Song Written for a Motion Picture, Television or Other Visual Media
- Песня «I Move On» — номинация на Премию «Оскар» за лучшую песню к фильму
- Песня «Cell Block Tango» — «Лучшая песня» Florida Film Critics Circle Award
- Песня «Love Is a Crime» — номинация в категории «Лучшая оригинальная песня» Satellite Award
- Песня «All That Jazz» заняла 98-е место 100 лучших песен из американских фильмов за 100 лет по версии AFI

## Чарты
Альбом достиг 2-го места в чарте Billboard 200. К февралю 2013 г. было продано 2,417 млн копий.

| Чарт (2002—2003)                  | Наивысшее место |
| --------------------------------- | --------------- |
| Австралия (ARIA)                  | 3               |
| Австрия (Ö3 Austria)              | 17              |
| Бельгия/Фландрия (Ultratop)       | 17              |
| Бельгия/Валлония (Ultratop)       | 24              |
| Канада (Canadian Albums Chart)    | 5               |
| Нидерланды (Album Top 100)        | 86              |
| Франция (SNEP)                    | 28              |
| Германия (Offizielle Top 100)     | 35              |
| Новая Зеландия (RMNZ)             | 13              |
| Норвегия (VG-lista)               | 35              |
| Швейцария (Schweizer Hitparade)   | 39              |
| США (Billboard 200)               | 2               |
| США (Billboard Soundtrack Albums) | 1               |

| Чарт (2003)                       | Место |
| --------------------------------- | ----- |
| Австралия (ARIA)                  | 42    |
| Новая Зеландия (RMNZ)             | 49    |
| Billboard 200                     | 25    |
| US Soundtrack Albums (Billboard)  | 2     |
| Всемирные продажи альбомов (IFPI) | 30    |

| Chart (2004)                     | Position |
| -------------------------------- | -------- |
| US Soundtrack Albums (Billboard) | 23       |

## Сертификации
| Регион                                                      | Сертификация  | Продажи    |
| ----------------------------------------------------------- | ------------- | ---------- |
| Австралия (ARIA)                                            | Платиновый    | 70 000^    |
| Новая Зеландия (RMNZ)                                       | Золотой       | 7500^      |
| США (RIAA)                                                  | 2× Платиновый | 2 000 000^ |
| ^ Данные о тиражах приведены только на основе сертификации. |               |            |